# American Friends Service Committee
L'American Friends Service Committee (AFSC) è una società religiosa di quaccheri che si batte per la giustizia sociale, la pace, la riconciliazione tra i popoli, l'abolizione della pena di morte ed i diritti umani. L'AFSC venne fondato nel 1917 per assistere le vittime civili della prima guerra mondiale.
Tradizionalmente i quaccheri si oppongono alla violenza in tutte le sue forme (ad esempio, si rifiutano di effettuare il servizio militare) e dunque originariamente lo scopo dell'AFSC consisteva anche nel fornire agli obiettori di coscienza un'alternativa costruttiva alla naja.
Nel 1947 l'AFSC ha ricevuto il Premio Nobel per la Pace assieme al British Friends Service Council, che oggi si chiama Quaker Peace and Social Witness.